# マルコ・ファンスターデン
マルコ・ファンスターデン（Marco van Staden、1995年10月21日 - ）はユナイテッド・ラグビー・チャンピオンシップブルズに所属するラグビーユニオン選手。

## プロフィール
- 南アフリカ・クルーガーズドープ出身[1]。
- ポジションはフランカー(FL)。
- 身長 184cm、体重 106kg
- 南アフリカ代表キャップは9（2024年2月現在）でラグビーワールドカップ2023の南アフリカ代表に選ばれた[2]。

## 略歴
ブルー・ブルズ、ブルズ、レスター・タイガースを経て、2022年、ブルズに復帰。 